# (2279) Barto
(2279) Barto (1968 DL) – planetoida z grupy pasa głównego asteroid okrążająca Słońce w ciągu 3,86 lat w średniej odległości 2,46 au. Odkryta 25 lutego 1968 roku.